# 恩里克·格拉纳多斯
潘塔莱昂·恩里克·科斯坦佐·格拉纳多斯-坎皮尼亚（西班牙語：Pantaléon Enrique Costanzo Granados y Campiña；1867年7月27日—1916年3月24日），加泰罗尼亚钢琴家和古典音乐作曲家。他被看作是民族主义音乐的代表，他的音乐体现出了独特的西班牙风格，他也是一位很有才华的画家，其绘画风格与弗朗西斯科·戈雅相似。
格拉纳多斯的作品包括钢琴曲、室内乐（一个钢琴五重奏以及小提琴和钢琴作品）、歌曲、萨苏埃拉、一部基于但丁的《神曲》的交响诗。许多他的钢琴作品被转写给古典吉他，这些曲子被看作是最优美的吉他曲之一。
恩里克·格拉纳多斯至少对法雅和帕布罗·卡萨尔斯有深厚的影响。

## 生平
格拉纳多斯在巴塞罗那学习钢琴演奏。1887年他赴巴黎学习，1889年回到巴塞罗那。1890年代末他初露锋芒，获得了西班牙国王阿方索十三世的注意。
1911年格拉纳多斯首演了他最著名的作品：钢琴组曲《戈雅画集》。这个组曲由六部钢琴曲组成，每部是描写戈雅的一幅画。这个组曲如此成功以至于有人要求他扩展这个组曲。1914年格拉纳多斯发表了基于这个组曲写的歌剧。但是第一次世界大战的爆发使得欧洲首演被取消。1916年1月26日这部歌剧首次在纽约上演，为格拉纳多斯带来了巨大的成功。此后不久格拉纳多斯为美国总统伍德罗·威尔逊表演这部组曲。
不幸的是由于这次特别演奏格拉纳多斯没有搭上他本来定的回西班牙的船，他搭了一条去英国的船，然后从那里转乘去法国迪耶普的苏塞克斯号。在英吉利海峡苏塞克斯号遭德国潜艇鱼雷袭击，他和妻子一同遇難。

## 作品

### 《12首西班牙舞曲》
作于1892—1900年。其中第二、五、十一、十二以安布罗西亚民间舞曲为素材，其它8曲以西班牙北部民间舞曲为素材。12首分别为：
1. 快板，G大调，粗犷的三拍子节奏主题，有音阶式的经过句，中间部为G小调，指示为如歌似的行板。
2. 东方，行板，C小调，女性柔和的主题，有东方式女妖的魅力，中间部分为慢板，小夜曲风格。此曲的东方风格，指对阿拉伯回教徒文化的追忆。
3. 用力地，D大调，先是八度音的主题，随后是卡农风格及十度音的连续。中间部转为降B小调，速度转慢。
4. 牧歌风格，G大调，指示为清淡如牧歌，其前奏犹如钟声，中间部为行板，G小调。
5. 安達魯西亞，E小调，这是12首中最著名的一首。开始的前奏完全是吉它风格，接着旋律主题出现，中间部为行板，E大调。
6. 速度逐渐加快的小快板，D大调，这是阿拉贡地方的霍塔舞曲，在热闹中有一丝哀愁，中间部为田园风格旋律。
7. 瓦伦西亚，抒情的快板，以吉它形式的节奏为主，尾声为行板的咏叹调旋律。
8. 中板，C大调，中间部为小夜曲，最后是快速的尾声乐句。
9. 极快，降B大调，开始的和弦为节奏型，随后出现复旋律的第二主题，两个主题交替，一直保持原调。
10. 小快板，G大调，从大调转向小调再回到大调，以复音手法处理。
11. 任意的最慢板，G小调，即兴曲形式。导入部为最慢板，然后进入活泼的行板，中间部为和声型的旋律，有佛朗明哥舞曲风格。
12. 行板，A小调，导入部主题呈示后，有短暂的转调，中间部为行板，让人想起昔日格拉納達阿尔罕布拉故事中摩尔人哀愁的歌声，也为佛朗明哥舞曲风格。

### 钢琴组曲《戈雅之画》
包括6曲：
1. 情话。稍快的快板，在轻妙的节奏上呈现降E大调开头主题，形成高潮后出现高音域华丽的音型，低音则呈现第二主题。这两个主题取自18世纪的小歌剧。
2. 窗口诉情怀。在阿拉伯式的缕花窗口，主要主题因具半音阶趣味，多少带有一种宿命的阴影，自由的变奏曲形式。
3. 火焰方当戈舞曲。方当戈（Fandango）为西班牙民间舞曲，表情记号是“肃穆地”，亦为华丽的变奏曲。
4. 叹息或玛哈与夜莺。描写夜晚，玛哈（Maja）倚在窗前沉思的情景，忧郁的行板，升F小调。
5. 爱与死。玛霍决斗失败，玛哈紧紧依偎在濒死的爱人身上，音乐描述两人对过去的回忆。曲趣对半音阶的强调，进一步暗示着宿命。慢板部分表现玛霍静静离开了人世，紧接着的热情部分，注明为“极富表情地，如在痛苦中感受幸福一般。”最后是深沉的钟声。
6. 尾奏。幽灵小夜曲，死去的玛霍的幽灵弹着吉它，唱着小夜曲而出现，他像有生之日一样重新燃起热情之火。而钟声有如呼唤幽灵回去，是一种死神之歌伴奏下的鬼火点点。幽灵似乎力图重诉旧日爱的语言，终于在黎明的钟声催促下消散。